# جه گال مربی ذهن
جه گال مربی ذهن (انگلیسی: Mental Coach Jegal; کره‌ای: 멘탈코치 제갈길) یک مجموعه تلویزیونی کره جنوبی در سال ۲۰۲۲ با بازی جونگ وو در نقش شخصیت عنوان در کنار لی یو می، کوان یول، پارک سه یونگ، و مون یو کانگ است. این مجموعه از ۱۲ سپتامبر تا ۱ نوامبر ۲۰۲۲، روزهای دوشنبه و سه‌شنبه ساعت ۲۲:۳۰ (کی‌اس‌تی) از تی‌وی‌ان برای ۱۶ قسمت پخش شد.